# Monsieur Lazhar
Monsieur Lazhar è un film del 2011 diretto da Philippe Falardeau.
Il soggetto è liberamente tratto dall'opera teatrale Bashir Lazhar della drammaturga e scrittrice canadese Évelyne de la Chenelière.

## Trama
In una scuola elementare di Montréal, nel Québec, una maestra, Martine, si suicida impiccandosi proprio nell'aula in cui svolge le lezioni. I bambini della classe, che le erano molto affezionati, ne restano profondamente scioccati. La direttrice della scuola non riesce a trovare un supplente, così accetta di affidare la conduzione della classe a Bashir Lazhar, un immigrato algerino di 55 anni che vive da qualche anno in Canada e che da diverso tempo aveva fatto insistentemente domanda di lavoro presso quella scuola. Il nuovo maestro tenta, con metodi non sempre tradizionali, di stabilire un rapporto di fiducia con i bimbi ancora scossi dal dramma e che sembrano covare anche tra di loro dei risentimenti sulle cause dell'accaduto. L'inserimento di Bashir nell'ambiente scolastico è aiutato da una sua collega, Claire, che timidamente tenta anche degli approcci, che lui però respinge.
In realtà Bashir si trova in Canada, dove ha richiesto asilo politico, a seguito della drammatica vicenda che ha visto la sua famiglia sterminata in Algeria da un incendio doloso appiccato alla casa dove abitavano sua moglie e i suoi due figli, proprio mentre stavano per raggiungerlo a Montréal. La strage è scaturita da un libro scritto dalla moglie, che l'ha messa nei mirino degli integralisti, durante la guerra civile algerina. Ma la procedura per ottenere il riconoscimento di rifugiato politico è lunga e difficile.
Bashir intreccia un rapporto di reciproco affetto in particolare con la bambina Alice, la cui madre, separata e pilota di una compagnia aerea, è spesso costretta a restare lontana da casa. Nel corso di un litigio tra Alice e Simon, un altro alunno della classe, emerge la verità sul suicidio di Martine: sarebbe stato causato dalle accuse lanciate da Simon su un presunto comportamento ambiguo verso il bambino da parte della maestra. Simon, tuttavia, nega di essere la causa di quel gesto. Il timore degli insegnanti per qualsiasi contatto fisico con i bambini che possa essere interpretato in modo sbagliato rappresenta in effetti una fonte di costante ansia per il loro lavoro educativo.
Alla fine Bashir riuscirà ad ottenere l'asilo politico in Canada, ma nel frattempo si è posto in contrasto con i genitori di un'altra bambina, i quali scoprono che egli, legalmente, non ha i requisiti per poter insegnare e lo denunciano alla preside. Bashir è quindi costretto ad ammettere che in Algeria era proprietario di un ristorante, e non un docente, e, pertanto, viene immediatamente allontanato dalla scuola. La sua speranza è di aver contribuito alla crescita emotiva e culturale dei bambini di quella classe. Contro ogni pregiudizio Bashir ed Alice si salutano con un lungo abbraccio.

## Distribuzione
Il trailer ufficiale del film è stato pubblicato il 2 settembre 2011 dalla Microscope Films, mentre quello italiano è stato pubblicato il 9 agosto 2012. Il film è stato presentato per la prima volta al  Festival di Locarno l'8 agosto 2011. In seguito è stato distribuito negli Stati Uniti il 13 aprile 2012 dalla Films Music Box mentre in Italia è uscito il 31 agosto 2012.

## Accoglienza

### Incassi
Il film a partire dal 13 aprile 2012 ha incassato 2.009.517 dollari in Nord America e 4.572.398 dollari in altri paesi, per un totale mondiale di 6.581.915 dollari.

### Critica

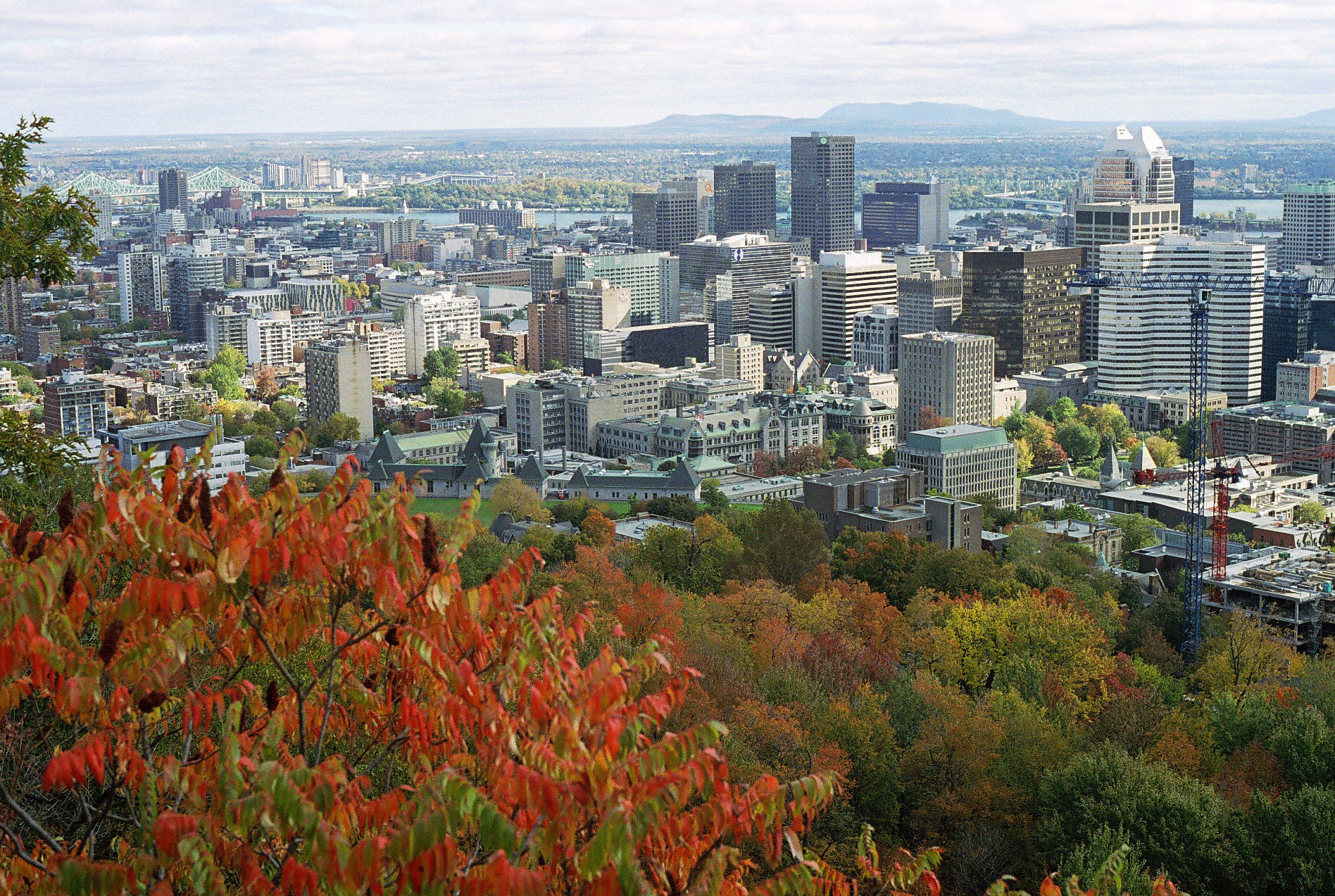
Montréal, la città canadese in cui è ambientato il film

Il film ha ricevuto critiche molto positive. Sul sito Rotten Tomatoes ha ricevuto un punteggio di voti pari al 97%, sulla base di 86 recensioni e la valutazione media di 8.2 su 10. Inoltre ha ricevuto anche un punteggio di 83% di preferenza sul sito Metacritic, su 28 recensioni.

## Riconoscimenti
Il film è stato candidato ai Premi Oscar nel 2012 nella categoria miglior film straniero. È stato il film più premiato in Québec e agli Jutra Awards, vincendo sette su nove categorie per cui è stato selezionato e finalista nella maggior parte delle categorie dei premi Jutra. Ha inoltre vinto il Premio Città di Toronto come il miglior film canadese al Festival Internazionale dei film di Toronto.
Ha inoltre ottenuto 9 nomination ai Genie Award vincendone poi 6 come miglior film, miglior attore, migliore attrice non protagonista, migliore sceneggiatura, migliore regia e migliore montaggio. Nell'agosto 2012 al Festival di Locarno dopo la sua presentazione ha vinto il premio del festival, il Variety Piazza Grande Award. Infine al Festival di Rotterdam Falardeau ha vinto il Premio del Pubblico, del valore di 10.000 euro, come regista del film in selezione ufficiale che ha ricevuto i più alti sondaggi da parte del pubblico.

## Curiosità

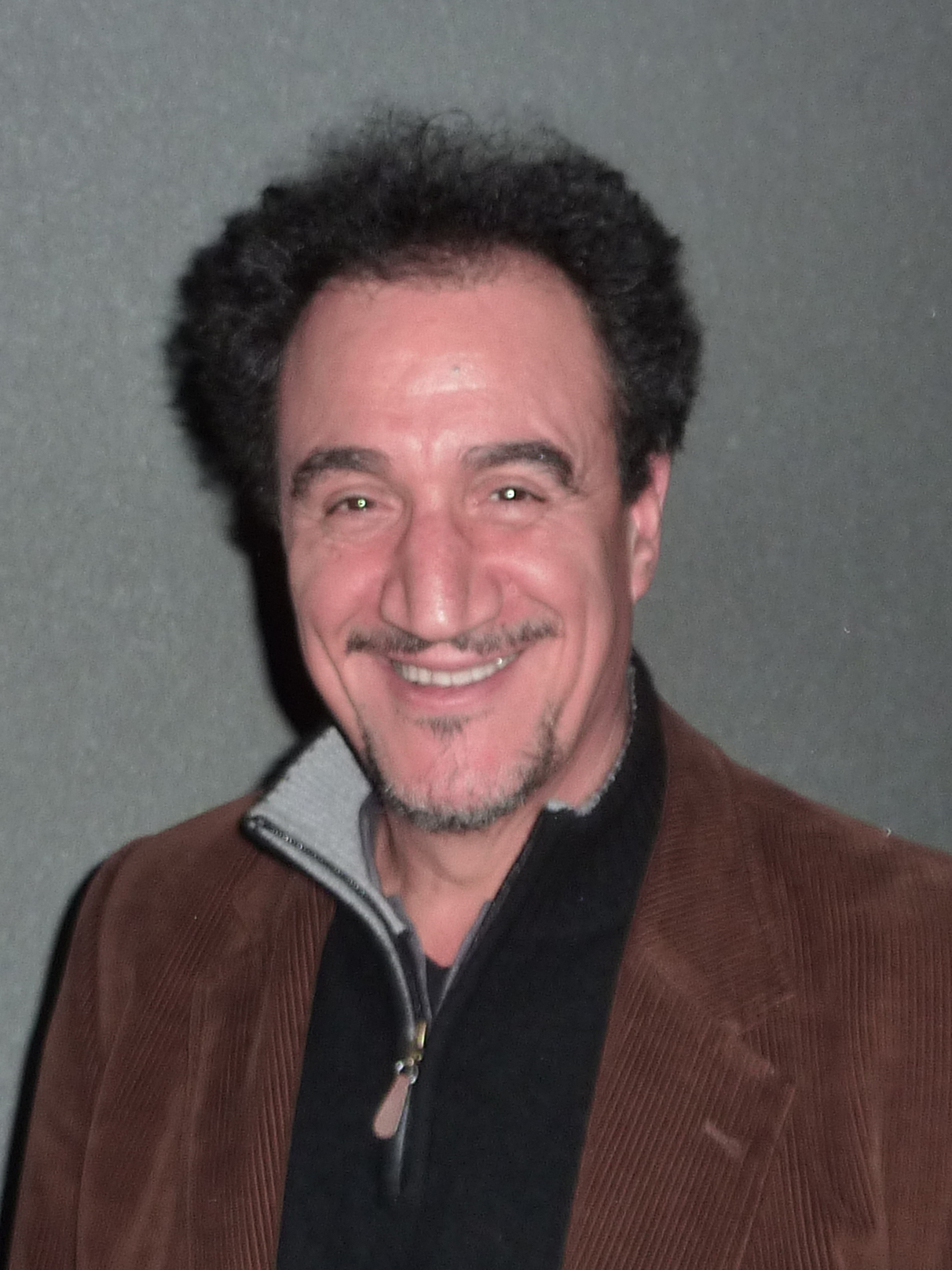
L'attore ed umorista algerino Fellag, protagonista del film, qui ripreso nel 2012 all'anteprima di Monsieur Lazhar a Ginevra.

- Quando inizia a svolgere la sua attività di maestro, il protagonista spiega ai bambini che in arabo Bashir significa "portatore di buone notizie" e Lazhar "fortunato".
- L'autrice della piéce da cui è tratto il film, vi compare in un piccolo cameo: è la madre di Alice.